# Tayliah Zimmer
Tayliah Zimmer (Barham (New South Wales), 24 mei 1985) is een Australische zwemster.

## Zwemcarrière
Bij haar internationale debuut, op de wereldkampioenschappen kortebaanzwemmen 2004 in Indianapolis, veroverde Zimmer de zilveren medaille op de 200 meter rugslag en eindigde ze als vierde op de 50 meter rugslag en als vijfde op de 100 meter rugslag. Op de wereldkampioenschappen zwemmen 2005 in Montreal strandde de Australische in de halve finales van de 200 meter rugslag.
Tijdens de Gemenebestspelen 2006 in Melbourne sleepte Zimmer de bronzen medaille in de wacht op de 50 meter rugslag, op zowel de 100 als de 200 meter rugslag eindigde ze als vijfde. In Shanghai nam de Australische deel aan de wereldkampioenschappen kortebaanzwemmen 2006, op zowel de 50, de 100 als de 200 meter rugslag veroverde ze de zilveren medaille. Samen met Jade Edmistone, Jessicah Schipper en Lisbeth Lenton veroverde ze de wereldtitel op de 4x100 meter wisselslag.
Op de wereldkampioenschappen zwemmen 2007 in Melbourne, Australië sleepte Zimmer de bronzen medaille in de wacht, op de 100 meter rugslag eindigde ze als achtste. Tijdens de Australische kampioenschappen zwemmen 2008 in Sydney wist de Australische zich niet te kwalificeren voor de Olympische Zomerspelen 2008 in Peking, China.

## Internationale toernooien
| Jaar | Olympische Spelen | WK langebaan                    | WK kortebaan                                                                                          | PanPacs       | Gemenebestspelen                                   |
| ---- | ----------------- | ------------------------------- | --- | ------------- | -------------------------------------------------- |
| 2004 | geen deelname     |                                 | 200 m rugslag · 4e 50 m rugslag · 5e 100 m rugslag · 4x100 m wisselslag · Zimmer zwom enkel de series |               |                                                    |
| 2005 |                   | 14e 200 m rugslag               | |               |                                                    |
| 2006 |                   |                                 | 50 m rugslag · 100 m rugslag · 200 m rugslag · 4x100 m wisselslag                                     | geen deelname | 50 m rugslag · 5e 100 m rugslag · 5e 200 m rugslag |
| 2007 |                   | 50 m rugslag · 8e 100 m rugslag | |               |                                                    |
| 2008 | geen deelname     |                                 | geen deelname                                                                                         |               |                                                    |
| 2009 |                   | geen deelname                   | |               |                                                    |

## Persoonlijke records
Bijgewerkt tot en met 11 augustus 2009

### Kortebaan
| Afstand      | Tijd    | Datum            | Plaats   |
| ------------ | ------- | ---------------- | -------- |
| 50m rugslag  | 27,21   | 11 augustus 2009 | Hobart   |
| 100m rugslag | 57,95   | 9 augustus 2009  | Hobart   |
| 200m rugslag | 2.05,99 | 7 april 2006     | Shanghai |

### Langebaan
| Afstand      | Tijd    | Datum         | Plaats |
| ------------ | ------- | ------------- | ------ |
| 50m rugslag  | 28,24   | 23 maart 2008 | Sydney |
| 100m rugslag | 1.00,89 | 24 maart 2008 | Sydney |
| 200m rugslag | 2.11,78 | 27 maart 2008 | Sydney |